# Талай, Мариан
Мариан Талай (пол. Marian Tałaj; род. 22 декабря 1950, Кошалин, Западно-Поморское воеводство) — польский дзюдоист, чемпион и призёр чемпионатов Польши, призёр чемпионатов Европы, бронзовый призёр летних Олимпийских игр 1976 года в Монреале, участник двух Олимпиад.

## Карьера
Выступал в лёгкой и полусредней весовых категориях. 7-кратный чемпион (1971, 1975—1978, 1980, 1981 годы), трижды серебряный (1970, 1972, 1979) и четырежды бронзовый (1973, 1974, 1982, 1983) призёр чемпионатов Польши. Серебряный (1977) и бронзовый (1972, 1976) призёр чемпионатов Европы.
На Олимпиаде 1972 года в Мюнхене Талай выступал в полусреднем весе. Он победил австралийца Робина Моффитта и югослава Станко Топольника, но проиграл кубинцу Эктору Родригесу и занял итоговое 11-е место.
На следующей Олимпиаде Талай выступал в полусредней весовой категории (до 70 кг). В первой же схватке поляк уступил советскому дзюдоисту Владимиру Невзорову. В утешительной серии Талай одного за другим победил швейцарца Томаса Хагманна, австралийца Джона ван Хока, южнокорейца Ли Чан Сона и завоевал бронзовую награду Олимпиады.